# Ole Magnus Kulbeck
Ole Magnus Kulbeck (1º marzo 1983) è un ex sciatore alpino norvegese.

## Biografia
Originario di Skien e attivo in gare FIS dal novembre del 1998, Kulbeck esordì in Coppa Europa il 19 dicembre 2000 a Sankt Moritz in discesa libera (45º) e in Coppa del Mondo il 19 dicembre 2003 in Val Gardena in supergigante (26º). Nel massimo circuito internazionale ottenne il miglior piazzamento l'11 gennaio 2004 a Chamonix in combinata (17º), mentre in Coppa Europa conquistò l'unico podio l'11 gennaio 2005 a Bad Kleinkirchheim in supergigante (3º). Prese per l'ultima volta il via in Coppa del Mondo il 2 marzo 2008 a Kvitfjell in supergigante (44º) e si ritirò durante la stagione 2009-2010; la sua ultima gara fu uno slalom gigante FIS disputato il 31 gennaio a Norefjell e chiuso da Kulbeck al 7º posto. In carriera non prese parte a rassegne olimpiche o iridate.

## Palmarès

### Coppa del Mondo
- Miglior piazzamento in classifica generale: 110º nel 2004

### Coppa Europa
- Miglior piazzamento in classifica generale: 46º nel 2006
- 1 podio:
  - 1 terzo posto